# Stazione meteorologica di Ozzano Settefonti
La stazione meteorologica di Ozzano Settefonti è la stazione meteorologica di riferimento per l'Organizzazione Meteorologica Mondiale relativa all'omonima frazione del comune di Ozzano dell'Emilia, in provincia di Bologna, gestita dall'ARPA dell'Emilia-Romagna.

## Descrizione
La stazione meteorologica, originariamente gestita dall'ERSA e presidiata, è stata in seguito sostituita da una stazione di tipo automatico DCP. Gestita a partire dal 1996 dal Servizio Idrometeorologico dell'ARPA Emilia-Romagna, si trova nell'Italia nord-orientale, in Emilia-Romagna, in provincia di Bologna, nel comune di Ozzano dell'Emilia, presso la località di Settefonti, col barometro collocato a 336 metri s.l.m. e alle coordinate geografiche 44°24′09.3″N 11°27′41.69″E.

## Medie climatiche ufficiali

### Dati climatologici 1991-2005
In base alla media calcolata dall'ARPA Emilia-Romagna per il periodo tra il 1991 e il 2005, la temperatura media del mese più freddo, gennaio, si attesta attorno ai +4,1 °C; quella del mese più caldo, agosto, è di +24,2 °C. Mediamente, nel corso dell'anno si contano 33,1 giorni di gelo e 3,6 giorni di ghiaccio.
| Ozzano Settefonti (1991-2005)    | Mesi | Mesi | Mesi | Mesi | Mesi | Mesi | Mesi | Mesi | Mesi | Mesi | Mesi | Mesi | Stagioni | Stagioni | Stagioni | Stagioni | Anno |
| Ozzano Settefonti (1991-2005)    | Gen  | Feb  | Mar  | Apr  | Mag  | Giu  | Lug  | Ago  | Set  | Ott  | Nov  | Dic  | Inv      | Pri      | Est      | Aut      | Anno |
| -------------------------------- | ---- | ---- | ---- | ---- | ---- | ---- | ---- | ---- | ---- | ---- | ---- | ---- | -------- | -------- | -------- | -------- | ---- |
| T. max. media (°C)               | 7,1  | 9,0  | 13,3 | 15,5 | 22,1 | 25,9 | 28,7 | 29,1 | 23,3 | 17,8 | 11,2 | 7,2  | 7,8      | 17,0     | 27,9     | 17,4     | 17,5 |
| T. min. media (°C)               | 1,0  | 2,0  | 5,4  | 7,5  | 13,4 | 15,9 | 18,6 | 19,3 | 14,8 | 11,2 | 5,7  | 1,5  | 1,5      | 8,8      | 17,9     | 10,6     | 9,7  |
| Giorni di gelo (Tmin ≤ 0 °C)     | 10,8 | 8,2  | 1,8  | 0,3  | 0,0  | 0,0  | 0,0  | 0,0  | 0,0  | 0,0  | 1,7  | 10,3 | 29,3     | 2,1      | 0,0      | 1,7      | 33,1 |
| Giorni di ghiaccio (Tmax ≤ 0 °C) | 1,1  | 1,0  | 0,0  | 0,0  | 0,0  | 0,0  | 0,0  | 0,0  | 0,0  | 0,0  | 0,1  | 1,4  | 3,5      | 0,0      | 0,0      | 0,1      | 3,6  |

## Valori estremi

### Temperature estreme mensili dal 1986 ad oggi
Nella tabella sottostante sono riportati i valori delle temperature estreme mensili registrate presso la stazione meteorologica dal 1986 ad oggi.
La temperatura minima assoluta ha toccato i -13,0 °C nel febbraio 1991, mentre la temperatura massima assoluta ha raggiunto i +38,8 °C nell'agosto 2017 e nel luglio 2022.
| Ozzano Settefonti (1986-2023) | Mesi        | Mesi         | Mesi        | Mesi        | Mesi        | Mesi        | Mesi        | Mesi        | Mesi        | Mesi        | Mesi        | Mesi        | Stagioni | Stagioni | Stagioni | Stagioni | Anno  |
| Ozzano Settefonti (1986-2023) | Gen         | Feb          | Mar         | Apr         | Mag         | Giu         | Lug         | Ago         | Set         | Ott         | Nov         | Dic         | Inv      | Pri      | Est      | Aut      | Anno  |
| ----------------------------- | ----------- | ------------ | ----------- | ----------- | ----------- | ----------- | ----------- | ----------- | ----------- | ----------- | ----------- | ----------- | -------- | -------- | -------- | -------- | ----- |
| T. max. assoluta (°C)         | 22,1 (2007) | 20,7 (2012)  | 25,4 (2012) | 28,3 (2011) | 31,9 (2009) | 36,3 (1996) | 38,8 (2022) | 38,8 (2017) | 34,6 (2015) | 28,0 (1997) | 22,0 (2015) | 19,3 (1989) | 22,1     | 31,9     | 38,8     | 34,6     | 38,8  |
| T. min. assoluta (°C)         | −9,9 (1987) | −13,0 (1991) | −7,7 (1987) | −1,9 (2003) | 3,1 (1987)  | 7,3 (2001)  | 9,0 (1993)  | 7,1 (1995)  | 7,5 (1988)  | 0,5 (1991)  | −6,5 (1988) | −9,5 (2009) | −13,0    | −7,7     | 7,1      | −6,5     | −13,0 |